# عميرة الفحول

عميرة الفحول، هي مدينة تونسية تقع على بعد 205 كيلومترا جنوب تونس العاصمة. تقع المدينة في المنستير وتكون بلدية مع 4525 نسمة في عام 2004.
المنطقة البلدية عميرة الفحول يحدها شمالا بلدية عميرة الحجاج ، غربا وجوفا ولاية المهدية وشرقا بلدية الشراحيل وتتضمن 06 تجمعات سكنية وتبعد 22 كيلومترا على مدينة المكنين و24 كيلومترا على مدينة المهدية و20 كيلومترا على مدينة الجم و18 كيلومترا على الطريق السيارة.
تتميز مدينة عميرة الفحول بموقعها الاستراتيجي اذ يشقها طريقان جهويان مرقمان وهما الطريق الجهوية رقم 95 الرابطة بين مدينتي المكنين والجم والطريق الجهوية رقم 96 الرابطة بين المهدية والطريق السيارة . بالإضافة إلى ذلك يوجد شبكة طرقات فرعية وشوارع وأنهج معظمها مبلطة تربط بين جميع التجمعات السكنية بالمنطقة.

## المؤسسات العمومية[4]
- قصر بلدية عميرة الفحول.

- مكتب بريد عميرة الفحول.
- نادي الأطفال عميرة الفحول.

- الملعب البلدي بعميرة الفحول.

- فضاء الهواء الطلق بعميرة الفحول.

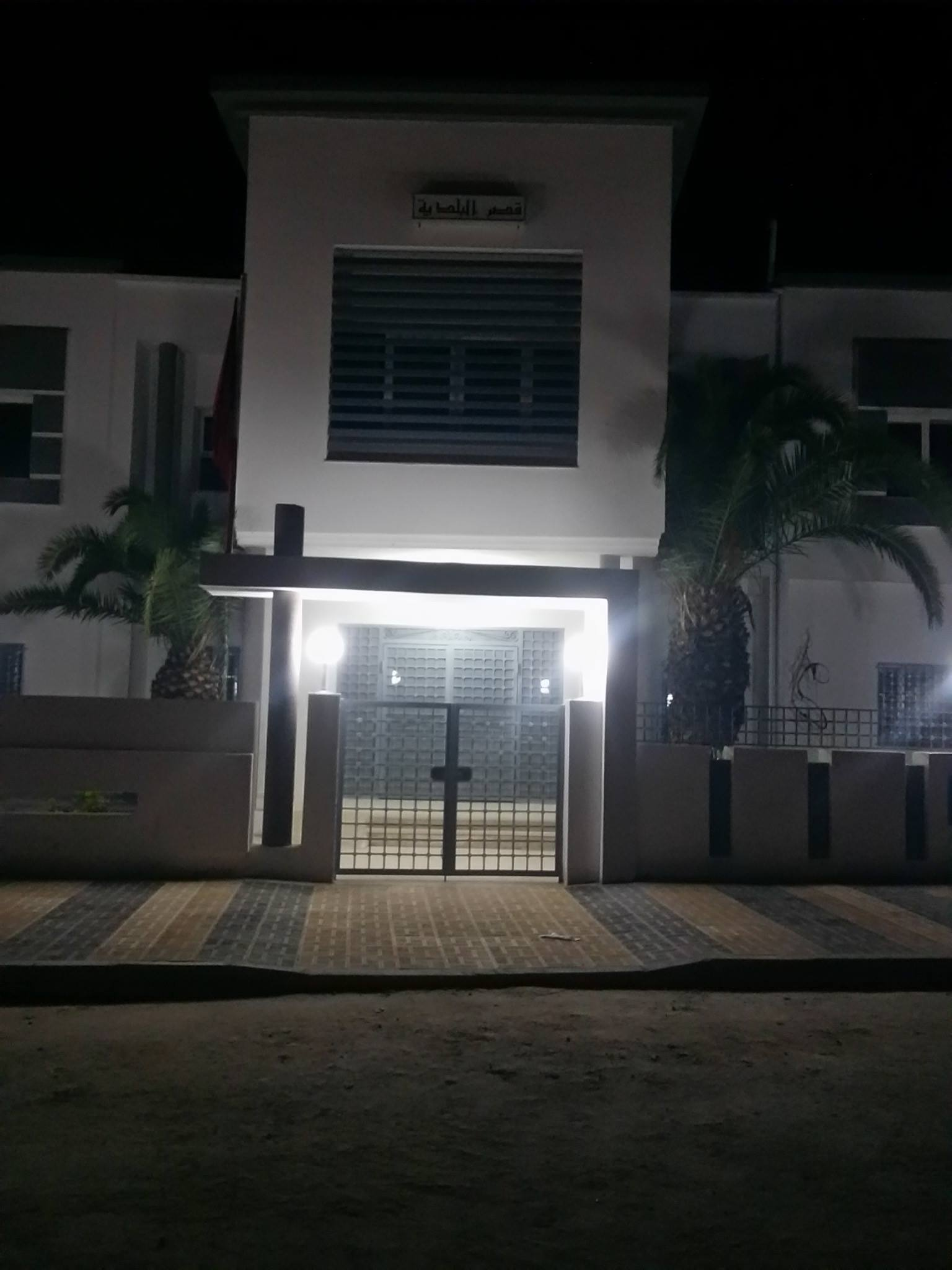
قصر البلدية بعميرة الفحول

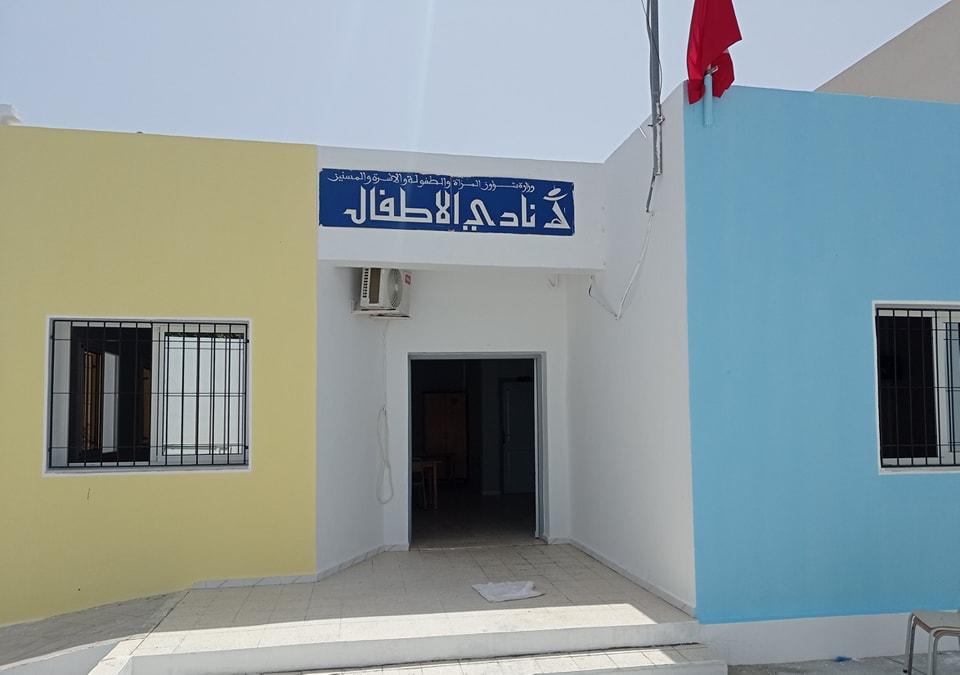
نادي الأطفال عميرة الفحول

- خلية الاشعاع الفلاحي بعميرة الفحول + 01 مجمع المياه "الخيرات" بعميرة الفحول و عميرة التوازرة.
- مجمع الوفاق للمرأة الفلاحة بعميرة الفحول.

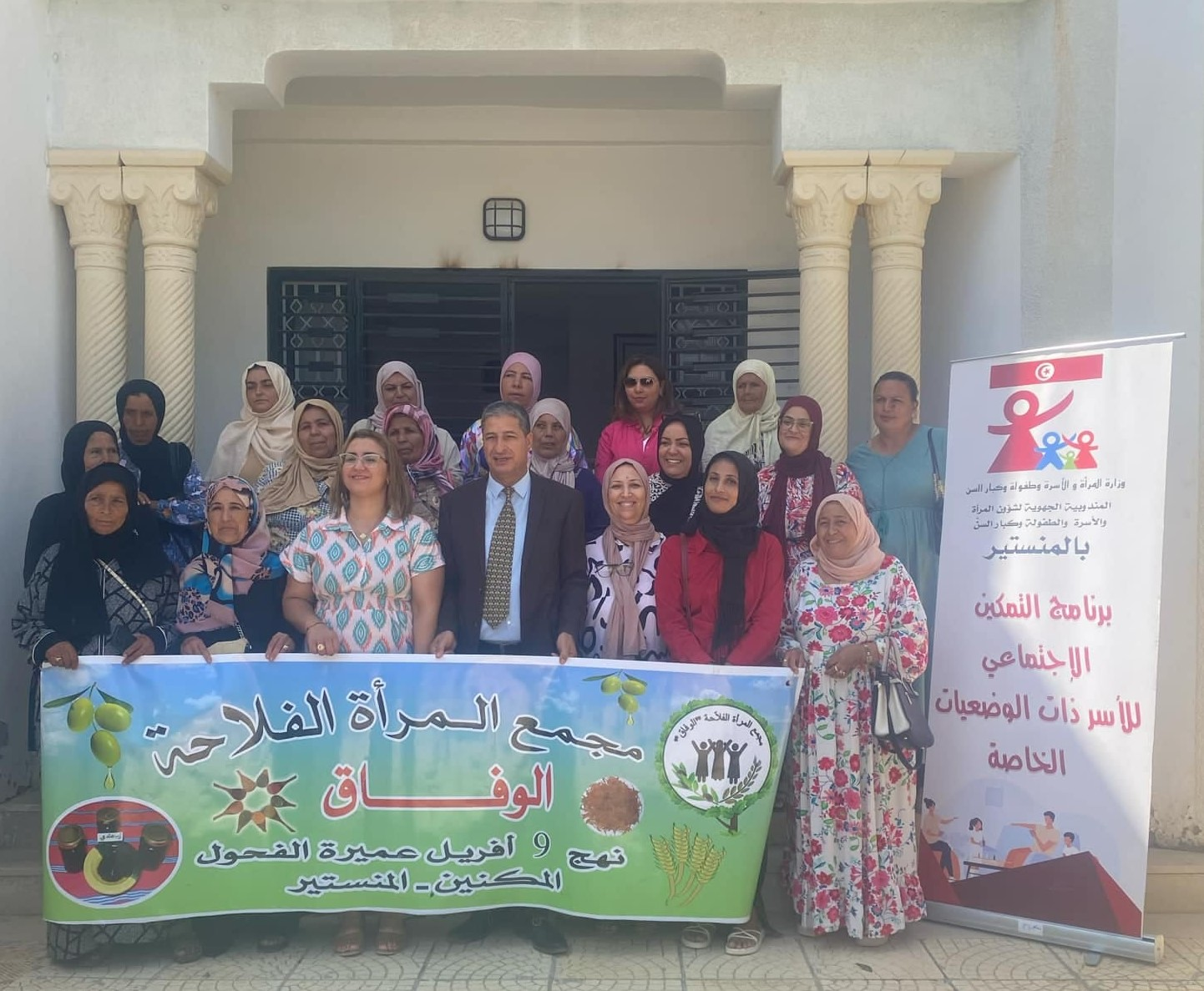
مجمع الوفاق للمرأة الفلاحة بعميرة الفحول

- 05 مدارس ابتدائية ( مدرسة العهد الجديد بأولاد الصغير, مدرسة أولاد بوسيف, مدرسة فرج الحاج عثمان بالقراوة, مدرسة عميرة الفحول المركز, مدرسة الفحول الجديدة سيدي معطى الله).
- 01 مدرسة اعدادية.
- 02 مركز صحة الأساسية.

## المجال الاقتصادي[4]

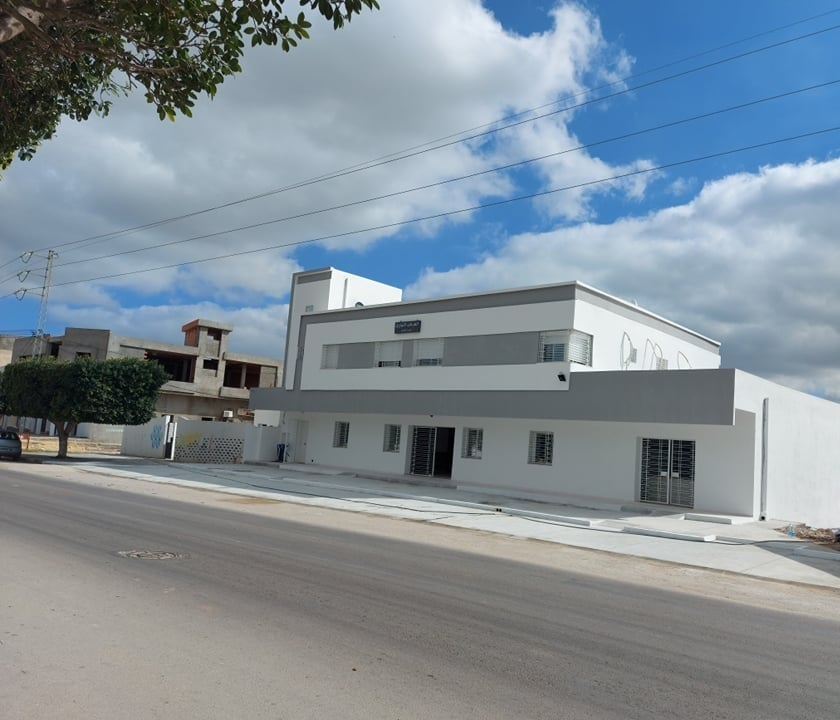
المركب التجاري بعميرة الفحول

- المركب التجاري بعميرة الفحولعلاوة على المحلات التجارية منها الحي التجاري و المركب التجاري بعميرة الفحول و الحرفية العديدة المتواجدة بالمنطقة يوجد عدد 02 معمل خياطة كما يوجد العديد من البناءات الشاغرة و التي يمكن استغلالها لإحداث مصانع بها بما أنها قريبة جدا من جميع المرافق الضرورية مثل الضغط العالي للتيار الكهربائي وشبكة الماء الصالح للشراب وشبكة إتصالات تونس وشبكة الطرقات.

## المجال الثقافي[4]
- جمعية مجدي للتواصل الثقافي.

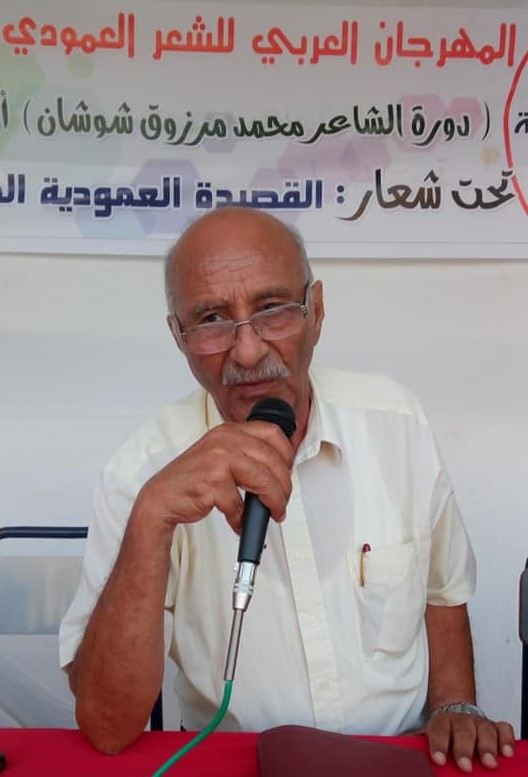
الشاعر محمد مرزوق شوشان

- الشاعر محمد مرزوق شوشانكما تعرف عميرة الفحول بشاعرها الرائد على المستوى الوطني والعالم العربي وهو الشاعر محمد مرزوق شوشان والذي الذي صدر له العديد من كتب الشعر أبرزهم كتاب «العرق الأخضر» وغيره من الكتب الأخرى.
- الجمعية القرآنية بعميرة الفحول.

## المجال الرياضي[4]
- 03 جمعية كرة قدم وهما القطب الرياضي بالساحل, أولمبيك عميرة الفحول و الاتحاد الرياضي بعميرة الفحول.
- نادي الكرة الحديدية بعميرة الفحول
- 02 قاعات رياضة خاصة.

## المعالم الدينية و التاريخية[4]
- 06 جوامع (جامع أولاد الصغير, جامع أولاد بوسيف, جامع الرحمة بعميرة الفحول المركز, جامع القراوة, جامع الرحمة سيدي معطى الله, جامع الزراطة) و 01 مسجد بأولاد بوسيف.
- 02 كتاب للتعليم.
- 01 جمعية قرآنية.
- 01 زاوية الولي الصالح سيدي معطى الله, اذ تعد الزاوية فقط رمزا تاريخيا للمنطقة بما أنها أقدم مبنى في عميرة الفحول (حوالي 300 سنة أو أكثر).

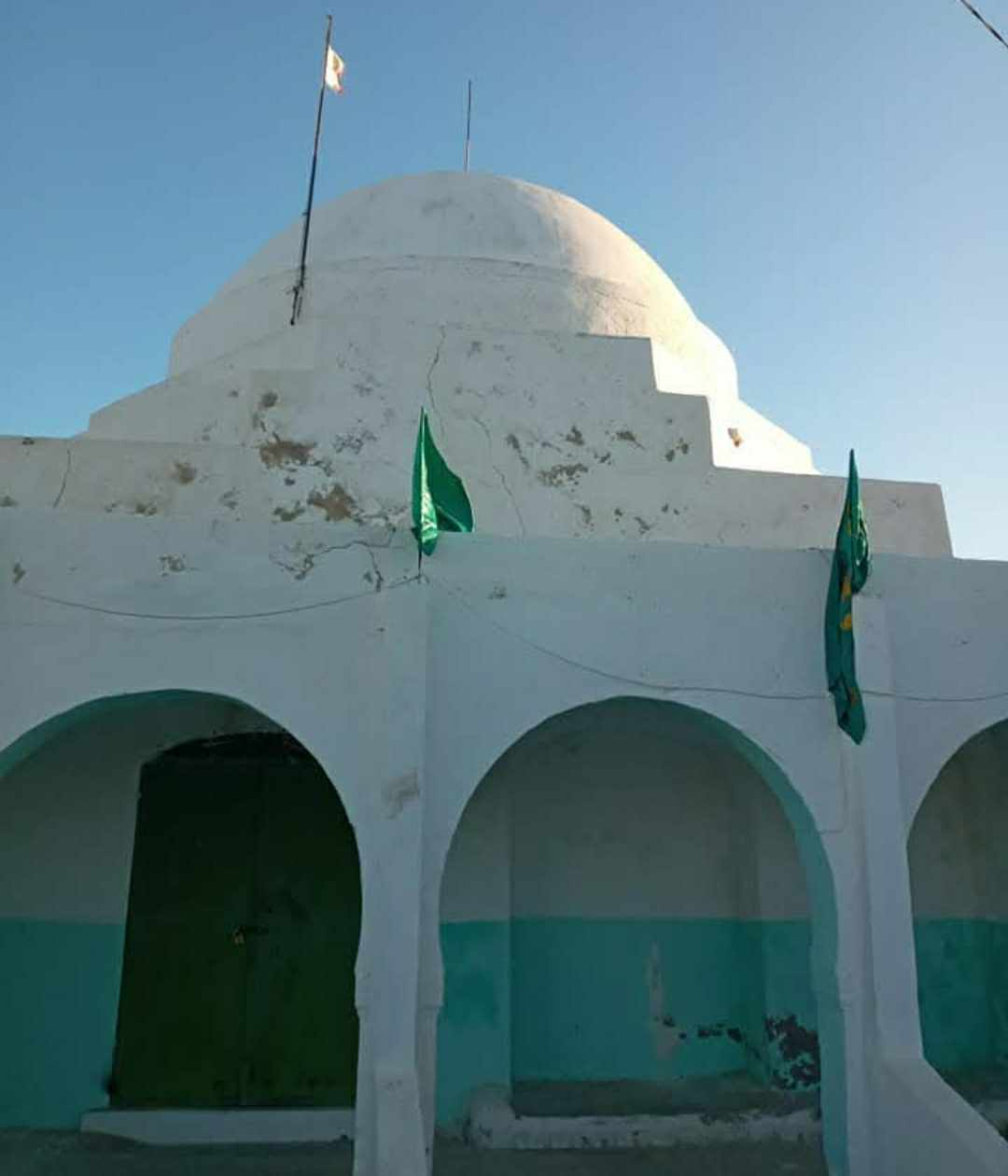
مقام الولي الصالح "سيدي معطى الله" كأقدم مبنى في عميرة الفحول (رمز تاريخي للمنطقة)

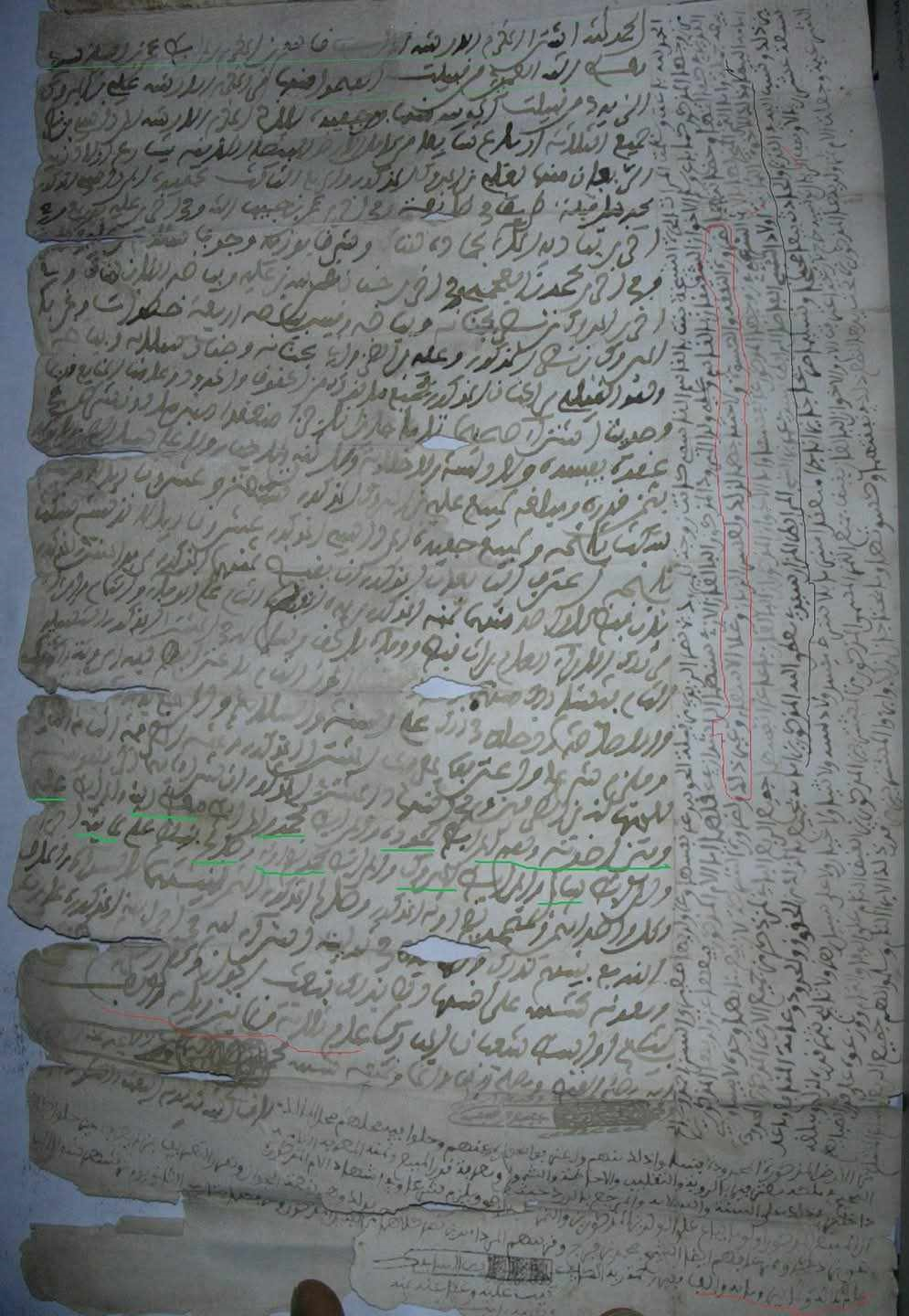
وثيقة عمرها 256 سنة (الوثيقة التالية هي عقد شراء أراضى تعود الى سنة 1183 هجري = 1769 ميلادي). المشترون هم ثمانية من أحفاد الولي الصالح "سيدي معط الله".

كماتتميز عميرة الفحول بثرائها التاريخي الذي يمتد لقرون، حيث تضم بين جنباتها بقايا آثار رومانية لم تكتشف بعد، مما يعكس أهميتها خلال العصور القديمة. تشير الدلائل إلى أن هذه البقايا قد تكون شواهد على مستوطنات رومانية أو منشآت حضارية كانت مزدهرة في ذلك الزمن، وربما تشمل بقايا مبانٍ، طرق، أو حتى أدوات فخارية تحمل بصمة الحضارة الرومانية.

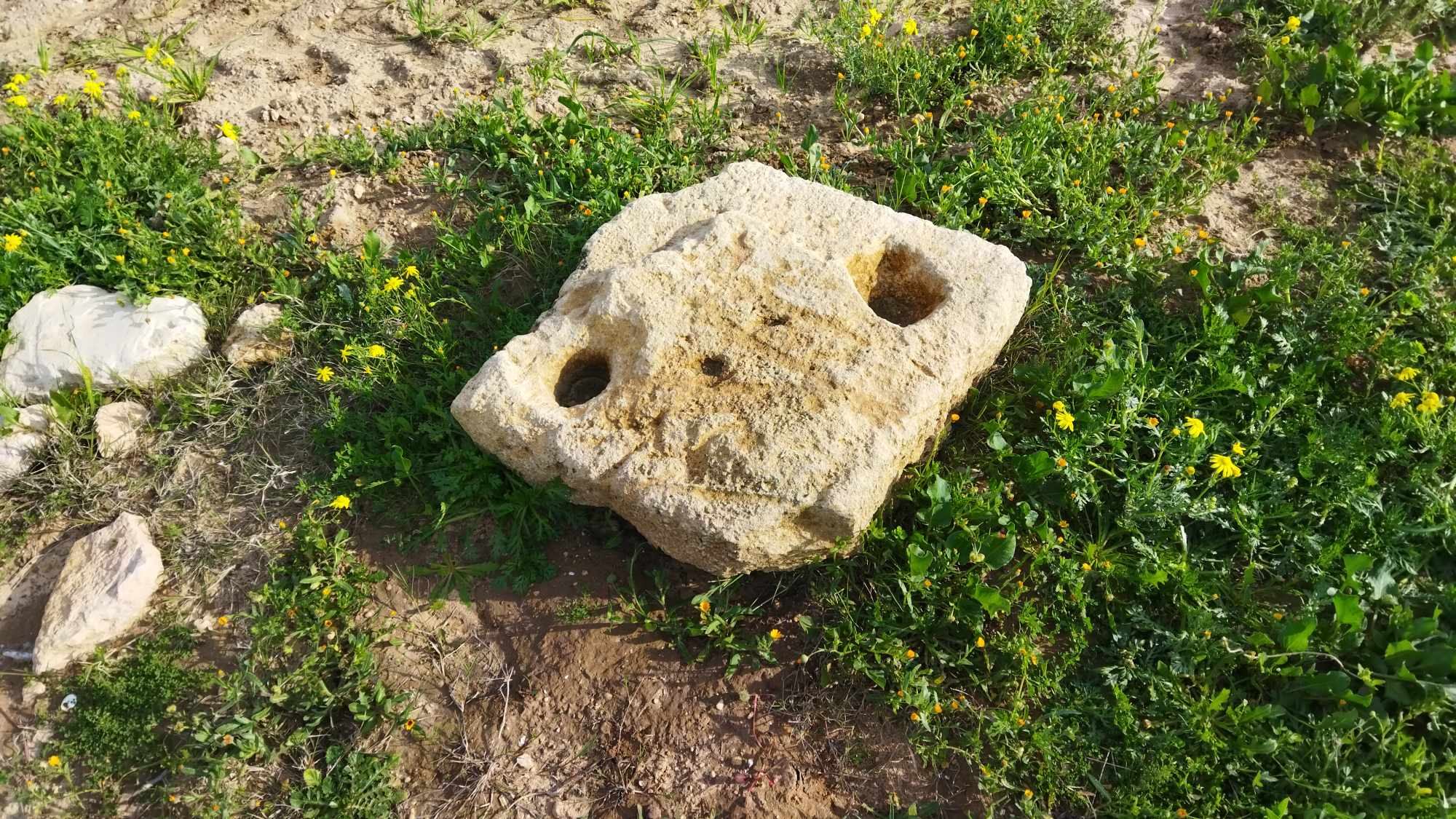
آثار مستوطنات رومانية بعميرة الفحول.

## المجال البيئي[5]

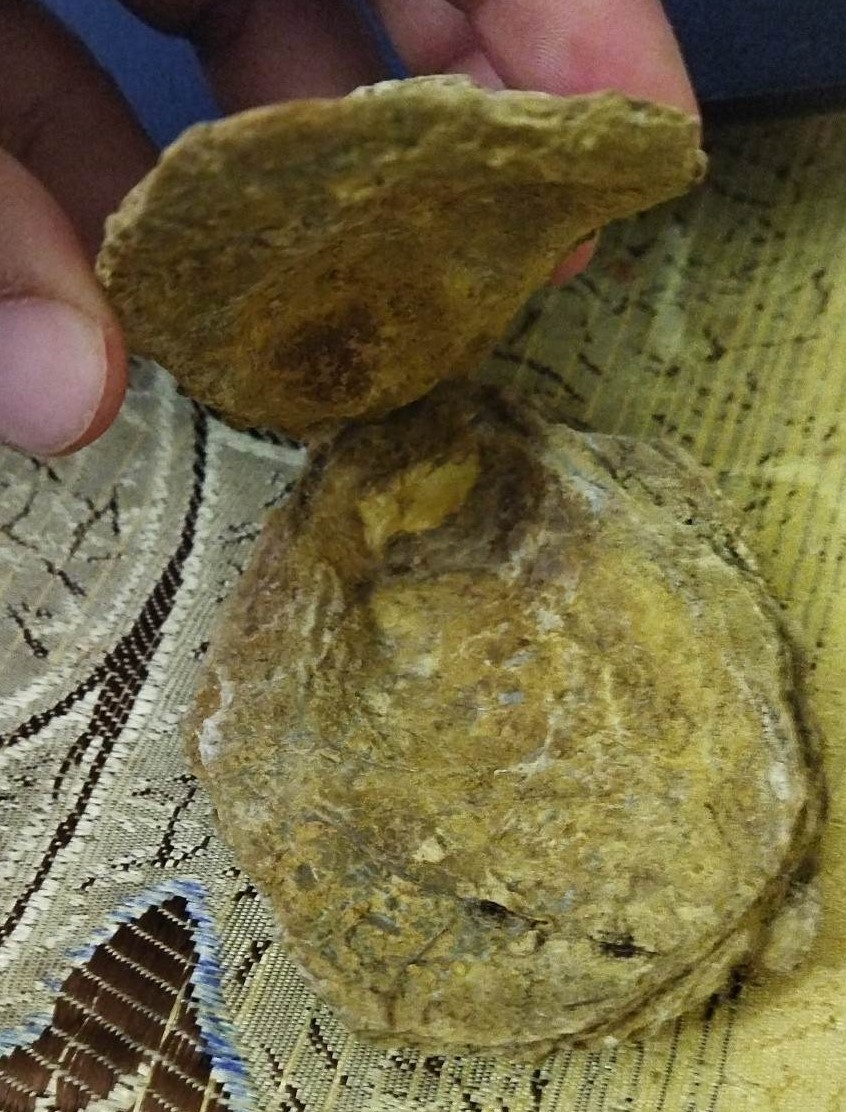
حفرية ذات الصدفتين (يزيد عمرها عن مليون سنة) بالموقع الأحفوري بعميرة الفحول.

- حفرية ذات الصدفتين (يزيد عمرها عن مليون سنة) بالموقع الأحفوري بعميرة الفحول.تتميز عميرة الفحول بوجود موقع أحفوري الذي يضم حفريات بحرية تشمل ثلاث أنواع رئيسية: المحار، ذوات الصدفتين، والرخويات. تم الحصول على هذه الحفريات من موقع حفريات عميرة الفحول بعد عمليتي جمع. ورغم أن العمر الدقيق لهذه الحفريات لم يُحدد بعد، فمن المحتمل جداً أنها تعود إلى العصر الرباعي (العصر البليستوسيني)، والذي يمتد من 2.58 مليون سنة حتى 11,700 سنة مضت.

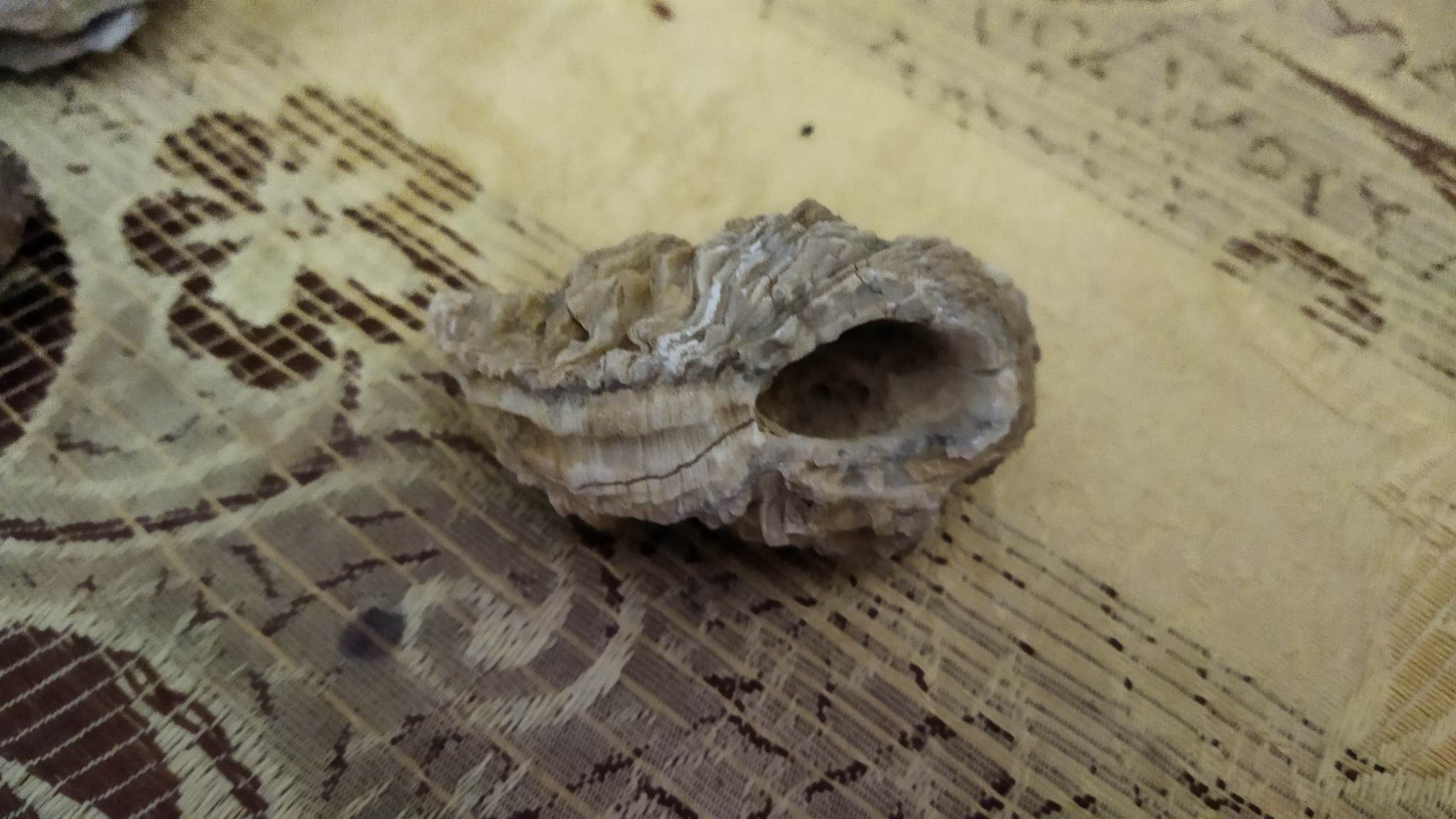
حفرية بطنيات القدم (تعود للعصر البليستوسيني 2,588 مليون سنة وامتدت حتى 11700 سنة مضت) بالموقع الأحفوري بعميرة الفحول.

- موقع الحفريات في عميرة الفحول يُوصف بأنه بيئة ضحلة ومالحة وهادئة تحتوي على تيارات قليلة. هذه البيئة الهادئة وفرت ظروفاً مثالية لحفظ الحفريات البحرية على مدى العصور.

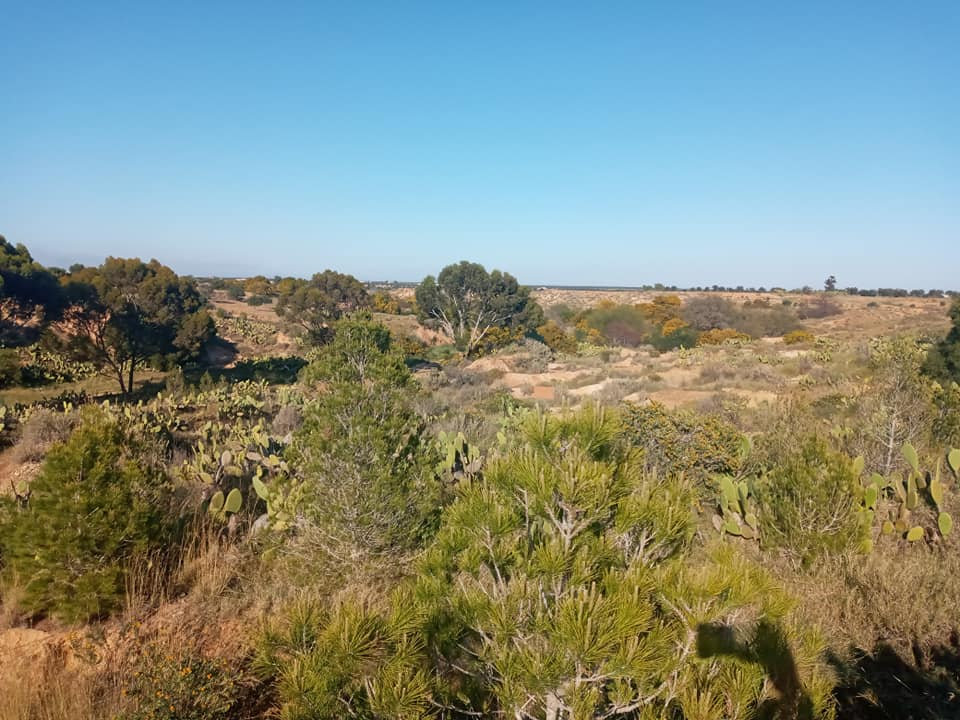
غابة عميرة الفحول "الشعاب"

- غابة عميرة الفحول "الشعاب"تضم عميرة الفحول غابة صغيرة "الشعاب" وتشرف عليه مديرية الغابات بالمنستير. وهي تشكل موردا طبيعيا يتميز بالتنوع النباتي (الصنوبر الحلبي، الأوكالبتوس، شجرة الزيتون، التين الشوكي، إلخ) والحيوانات (الثعلب، الأرنب، الطيور، الحمام الزاجل، الخ.) يتميز الموقع بخصائص طوبوغرافية وعرة مع وجود الأودية التي تساهم في ذلك تغذية البحيرة.

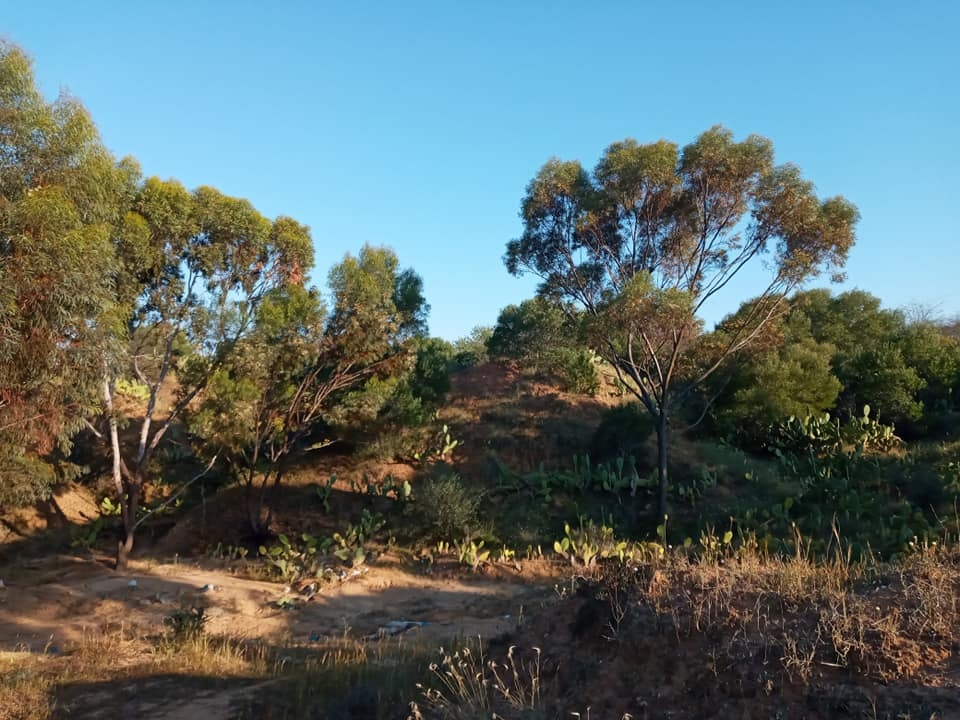
غابة عميرة الفحول "الشعاب"